# Héctor Raúl Ratto
Héctor Raúl Ratto , (Luján, Argentina, 21 de enero de 1892 – Buenos Aires, Argentina, 12 de febrero de 1948),  historiador naval, cartógrafo, geógrafo y oficial militar naval argentino.

## Oficial militar y naval
Ingresó a la Escuela Naval Militar (Argentina) el 20 de febrero de 1902, se recibió de guardiamarina el 9 de septiembre de 1912 y alcanzó el grado de capitán de fragata. Solicitó su retiro voluntario el 18 de febrero de 1933.
Desde 1931 representó a la Armada Argentina ante el Instituto de Historia Militar Argentina.
Se desempeñó como jefe de estudios en el viaje de la fragata Presidente Sarmiento  de 1930 y fue docente de la Escuela Naval Militar (Argentina) desde 1932.
En 1937, fue nombrado retirado en servicio activo y designado como Director del Museo Naval y de la Biblioteca de Marina con sede en el Centro Naval. Por falta de espacio, promovió su traslado hacia el local histórico de los talleres de Marina de Tigre, centro de las actividades navales del país hasta fines del siglo XIX; anhelo que pudo concretar hacia agosto de 1943 (actual, Museo Naval de la Nación).
Por razones de salud, en junio de 1947, se vio obligado a resignar su labor docente y la dirección del museo y biblioteca.

## Historiador marítimo y naval
Contribuyó a la historia naval argentina en temas vinculados a los descubrimientos y exploraciones del litoral patagónico, biografías de jefes y oficiales que se destacaron en campañas militares y cartografía histórica.
Hacia 1928, la Armada Argentina lo destinó en comisión a España con el objeto de reunir antecedentes en los archivos y museos españoles sobre navegaciones y trabajos hidrográficos realizados en el pasado en nuestras costas. Por espacio de dos años recopiló material inédito en los archivos y museos de San Fernando (Cádiz, Museo Histórico Municipal de San Fernando), Sevilla (actual Museo Naval de Sevilla), Valladolid (Casa Museo de Colón (Valladolid) y Madrid (Museo Naval de Madrid). Así, dio inicio a sus estudios sobre el descubrimiento de las costas patagónicas y puso de manifiesto la importancia de las actividades navales en la época hispana; aspecto ineludible de la historia naval de su país y conocimiento que reafirma los derechos argentinos sobre los territorios patagónicos.
Ratto plasmó esas recientes investigaciones en “Episodios marítimos de nuestras costas patagónicas y Juan de la Cosa” (1929), artículo que publicó en el Boletín del Centro Naval. Posteriormente, editó Acotaciones náuticas correspondientes a la primera década descubridora (1931) y Actividades marítimas en la Patagonia durante los siglos XVII y XVIII (1930). En este último,  estudió el viaje de los marinos gallegos Nodal a fines de 1618 y comienzos del siguiente, los primeros en circunnavegar la Tierra del Fuego, el proceso de la colonización patagónica iniciada a fines de 1778 por Juan de la Piedra y continuada por los hermanos Antonio y Francisco de Viedma.
Además, en 1937, colaboró con el capítulo “Las ciencias geográficas y las exploraciones marìtimas  al producirse el descubrimiento de América” para la Historia de la Nación Argentina. Desde los orígenes hasta su organización definitiva en 1862, editada por la Academia Nacional de la Historia de la República Argentina bajo la dirección del Dr. Ricardo Levene.
Entre sus reseñas de vida, la obra más reconocida fue Historia de Brown (1939) en dos tomos, editada por la Sociedad de Historia Argentina. Si bien existían numerosos artículos biográficos previos, Ratto produjo un estudio profundo y fundado en documentos inéditos de reciente incorporación como las “Memorias” del viaje del Pacífico escritas por el propio Brown, el “Expediente” de Guayaquil, el proceso ante la corte del Vicealmirantazgo de la Antigua, las constancias del pleito de Londres, la correspondencia de Brown con Larrea y Posadas, los “Documentos” de la extinguida Capitanía del Puerto de Buenos Aires, la colección del British Packet, entre otros.
Se suman, El capitán Luis Piedra Buena, su centenario (1933) editado junto al Centro Naval en homenaje a la memoria de aquel ilustre marino. Luego, Espora (1935), artículos sobre Leonardo Rosales, Juan B. Thorne, Juan Bautista Azopardo y marinos franceses, ingleses y norteamericanos. Finalmente, Los comodoros británicos de estación en el Plata (1945).
Fue el primero en incursionar en cuestiones de arqueología naval. Sus trabajos se ocuparon de las características de las naves y las condiciones de vida a bordo. Esos temas fueron abordados en Carabelas descubridoras (1941) y Hombres de mar en la historia argentina (1934).
Publicó numerosos artículos en el Boletín del Centro Naval entre los que pueden mencionarse “Actividades marítimas en la Patagonia”, “Actividades de pesca en la Patagonia y sus poblaciones coloniales”, “Marinos argentinos del siglo XVIII”, Diplomáticos y Marinos en el Plata” y “La expedición Malaspina”. Colaboró con artículos para el diario La Prensa  y para la revista Argentina Austral.

## Actividad pública
Participó como miembro del Comité Nacional de Geografía argentina desde su creación en 1934, alcanzando su vicepresidencia. La misión de dicho organismo fue relacionar a las sociedades científicas, instituciones y personalidades dedicadas a los estudios geográficos, orientando, coordinando y estimulando los trabajos que propendían al mejor conocimiento del territorio argentino. Hacia 1935, fue nombrado presidente de la Comisión de Geografía Histórica del comité.
Desde 1941 fue presidente de la Sociedad de Historia Argentina hasta su fallecimiento en 1948. Había sido reelecto para el período 1947-1950.
Participó en la Comisión directiva de la Sociedad Científica Argentina y en la Sociedad Argentina de Estudios Geográficos (1938).
Fue miembro de número de la Academia de Ciencias de Argentina (1935), de los institutos sanmartinianos de Argentina (1933), Perú (1938) y México (1942); del Instituto Sarmiento; del Instituto de Investigaciones Navales Almirante Brown.

## Reconocimientos y condecoraciones
A su profusa actividad pública se sumaron numerosos reconocimientos como miembro de honor de la Real Sociedad Geográfica de España.
En 1932, fue condecorado por el presidente de la entonces República Española con la Cruz de 2.ª clase de la Orden del Mérito Naval, con el uso de distintivo blanco como recompensa por sus servicios especiales.
El 4 de junio de 1938 fue condecorado por Jorge II, “rey de los griegos”, con la Cruz de Comandante de la Compañía de Fínikos por sus estudios históricos sobre los marinos griegos Capitán Spiro y Nicolás Jorge.

## Obras del autor
- Los comodoros británicos de estación en el Plata (1945)
- Historia de la enseñanza naval en la Argentina (1944)
- Carabelas descubridoras (1941)
- Historia de Brown (1939)
- “Las ciencias geográficas y las exploraciones marìtimas  al producirse el descubrimiento de América”, en: RICARDO LEVENE, Historia de la Nación Argentina. Desde los orígenes hasta su organización definitiva en 1862, Academia Nacional de la Historia (1937)
- Espora (1935)
- Hombres de mar en la historia argentina (1934)
- El capitán Luis Piedra Buena, su centenario (1933)
- Acotaciones náuticas correspondientes a la primera década descubridora (1931)
- Actividades marítimas en la Patagonia durante los siglos XVII y XVIII (1930)
- “Episodios marítimos de nuestras costas patagónicas y Juan de la Cosa” (1929)